# Lomas San José de la Joya
Lomas San José de la Joya är en ort i Mexiko.   Den ligger i kommunen León och delstaten Guanajuato, i den centrala delen av landet, 300 km nordväst om huvudstaden Mexico City. Lomas San José de la Joya ligger 1 971 meter över havet och antalet invånare är 157.
Terrängen runt Lomas San José de la Joya är kuperad åt sydost, men åt nordväst är den platt. Runt Lomas San José de la Joya är det mycket tätbefolkat, med 1 313 invånare per kvadratkilometer. Närmaste större samhälle är León de los Aldama, 8,9 km öster om Lomas San José de la Joya. I omgivningarna runt Lomas San José de la Joya växer huvudsakligen savannskog.